# Rio Ixen
Il Rio Ixen (talora, Rio Campo di Dentro, in tedesco: Ixenbach) è un corso d'acqua che scorre in provincia di Bolzano. 
Percorre tutta la Val Campo di Dentro prima di sfociare nel Rio Sesto, poco a valle del lago artificiale di Sesto. Assieme al Rio di Valle Fiscalina, il Rio Ixen è uno dei due principali affluenti del Rio Sesto.